# Супервизия
Супервизия (на английски: supervision – надзор, наблюдение, ръководство, както и supervised practice, practice – практика) или също в някои случаи като клинична супервизия, се използва в клиничната медицинска практика, в хомеопатията и в психологическото консултиране, психотерапия и т.н. Това е, включително в болничните институции, колатерален преглед на пациент(и) и се отнася до подготовката на студенти по медицина, и други специалности в тяхната работа с пациенти под наблюдението преподаватели и/или опитни практикуващи. Във Великобритания например супервизията се използва в много по-широк обхват от практики като трудови терапевти, психотерапевти, диетолози, логотерапевти и прочее.